# Leslie Van Houten
Leslie Louise Van Houten (Altadena, Kalifornia, 1949. augusztus 23. –) amerikai bűnöző, a Manson család egyik tagja. Részt vett az 1969 nyarán elkövetett LaBianca gyilkosságban, összesen két rendbeli gyilkosságért ítélték el. A Manson család többi tagjához hasonlóan ő is halálbüntetést kapott, de mivel 1972-ben Kalifornia államban eltörölték a halálbüntetést, ezért büntetését életfogytiglani börtönbüntetésre módosították. 

## A Manson család előtt
Leslie Van Houten édesapja Paul Van Houten, édesanyja Jane Van Houten volt. Ír, skót, angol, holland és német felmenőkkel is rendelkezik. Középosztálybeli lányként nőtt fel, szülei 14 éves korában váltak el. 15 évesen kezdett el drogozni, de el tudta végezni a középiskolát. 17 éves korában teherbe esett, és édesanyja megparancsolta neki, hogy végezzen abortuszt és temesse el az elvetélt magzatot a hátsó udvarukban. Ezután részt vett egy titkárnői tanfolyamon, de végül egy kommunában kötött ki, és hippi lett. Van Houten a kaliforniai Monrovia gimnáziumba járt.

## Élet a Manson családban
1968 nyarán találkozott Bobby Beausoleillel és Catherine Share-rel, majd csatlakozott Beausoleil szektájához. Később előbb Share, majd Van Houten is csatlakozott Manson szektájához. 
1969 augusztus 9-én Leslie Van Houten is részt vett Leno LaBianca és Rosemary LaBianca meggyilkolásában.
Bár feltehetőleg Van Houten maga nem ölt embert, a holttestekre mért szúrásokat ő is okozhatta.

## A tárgyalások
Leslie Van Houtent két rendbeli gyilkosságért ítéltek el. Van Houten elítélése nem ment simán. Az első tárgyalás során védőügyvédje meghalt, ezért új pert indítottak, ám ennek végén az esküdtek nem tudtak megegyezni, így végül csak a harmadik körben sikerült ítéletet hozni. Van Houtent kétszeres életfogytiglanira ítélték azzal, hogy legkorábban harminc év után szabadulhat. Azóta többször is kérvényezte feltételes szabadlábra helyezését, de mindig elutasították.

## A börtönben
Leslie Van Houten 1982-ben megházasodott William Syvinnel, de ugyanazon évben el is váltak. Leslie Van Houten szabadlábra helyezésének lehetősége még napjainkban is fennáll, azonban a Manson család egyik áldozata, a színésznő Sharon Tate húga, Debra Tate mindig ádázan küzd az elkövetők szabadlábra bocsátásának ellen. Leslie Van Houten és Patricia Krenwinkel Kalifornia történetének leghosszabb börtönbüntetését töltő női bűnözői. 
Leslie Van Houten Manson családon belüli történetét számos filmben és könyvben is feldolgozták. A 2018-ban bemutatott Charlie Says, illetve a 2009-ben bemutatott Leslie, My name is evil című film az ő szemszögéből nézve játszódik. 

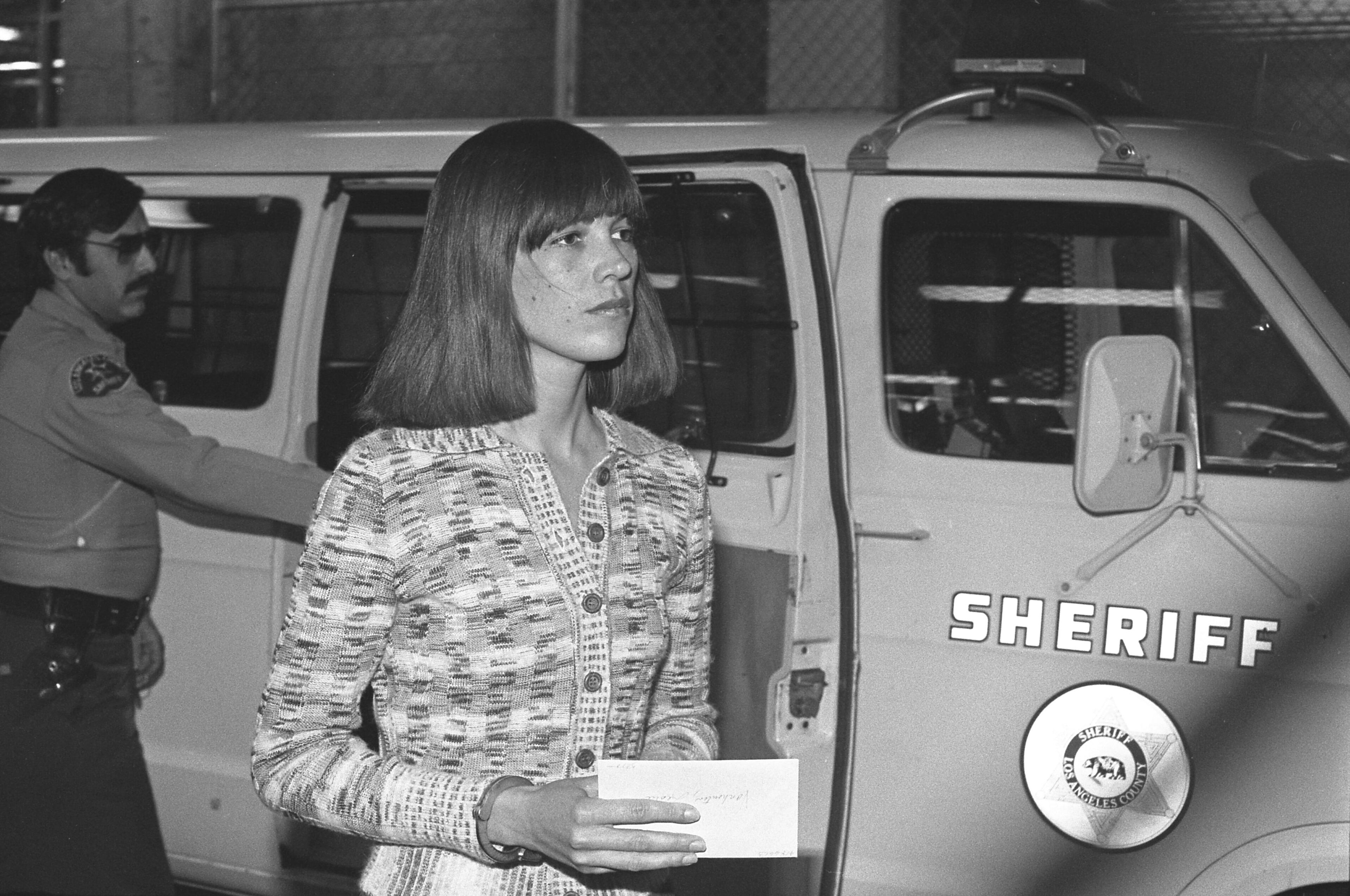
Úton a tárgyalóterembe 1976 decemberében

## Fordítás
Ez a szócikk részben vagy egészben  a   Leslie Van Houten című angol Wikipédia-szócikk fordításán alapul.  Az eredeti cikk szerkesztőit annak laptörténete sorolja fel. Ez a jelzés csupán a megfogalmazás eredetét és a szerzői jogokat jelzi, nem szolgál a cikkben szereplő információk forrásmegjelöléseként.